# Carnoidea
Carnoidea là một liên họ ruồi trong Acalyptratae.

## Hình ảnh

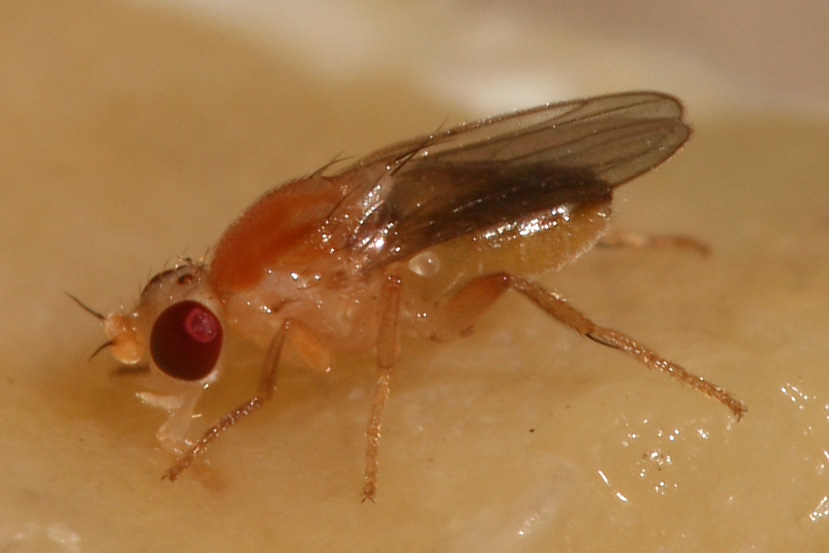
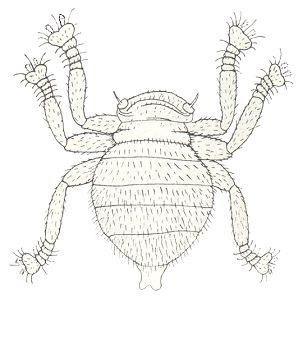
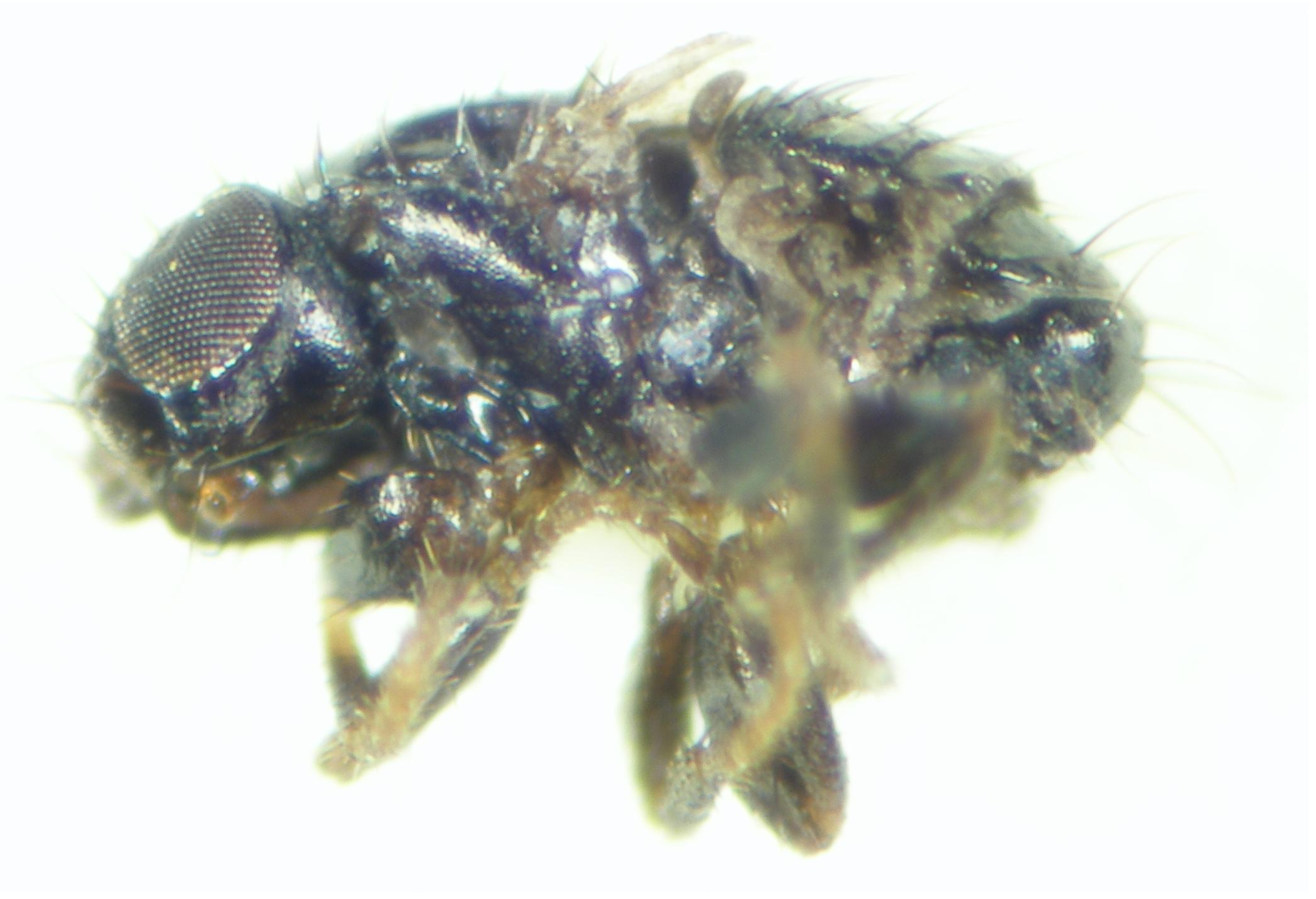